# Kręcko
Kręcko (pol. hist. Krańsk, Kręsko , niem. Kranz) – wieś w Polsce położona w województwie lubuskim, w powiecie świebodzińskim, w gminie Zbąszynek.
W latach 1975–1998 miejscowość administracyjnie należała do województwa zielonogórskiego.
W pobliżu wsi funkcjonuje rezerwat przyrody Kręcki Łęg.

## Nazwa
Miejscowość pierwotnie związana była z Wielkopolską oraz przejściowo z Dolnym Śląskiem. Ma metrykę średniowieczną i istnieje co najmniej od XIII wieku. Wymieniona została po raz pierwszy w łacińskojęzycznym dokumencie z 1293 pod nazwą "Grancze", 1334 "Cranczsko", 1408 "Cranszko", 1418 "Crąssko", 1420 "Cranyeczko", 1421 "Cransko, Krasquo", 1424 "Cranssco, Cransco", 1425 "Cramszko, Cranssco", 1428 "Grąnsco", 1462 "Cramssko", 1464 "Krzaszsko", 1465 "Krąszko", 1494 "Kranssko", 1497 "Kransko", 1508 "Crąnsko", 1530 "Crasko", 1545 "Crąsko", 1563 "Kresko", 1564 "Kręsko", 1944 "Kranz” .
Według niemieckiego językoznawcy Heinricha Adamy’ego nazwa pochodzi od polskiej nazwy oznaczającej zakończenie, granicę czegoś – "krańca". W swoim dziele o nazwach miejscowych na Śląsku wydanym w 1888 roku we Wrocławiu wymienia on najstarszą nazwę miejscowości w polskiej formie Kraniec tłumacząc jej znaczenie "Dorf am Abhange" czyli po polsku "Miejscowość na stoku, zboczu, pochyłości". Nazwa została zgermanizowana przez Niemców na Kranz w wyniku czego utraciła swoje pierwotne znaczenie. Polska administracja spolonizowała zgermanizowaną nazwę na Kręcko w wyniku czego nie wiąże się ona obecnie z pierwszym znaczeniem.

## Historia
W XIII wieku miejscowość była wsią szlachecką. W 1293 kasztelan zbąski Wojciech z Lubrzy w uznaniu zasług nadał Teodorykowi synowi Szymona, swemu słudze 14 łanów ziemi we wsi Kręcko – miejscowość jest w nim wzmiankowana jako Grancze. W 1334 Mikosz z Kiebłowa (Kębłowa), pochodzący z rodu Jeleni-Niałków, podarował Kręcko swojemu rycerzowi Benczowi de Noblisczicze, najprawdopodobniej pochodzącemu z Nebelschütz na Łużycach. Wówczas też odnotowano nazwę wsi Cranczsko. Później przez dłuższy czas jej właścicielem była rodzina Nadelwiczów-Kręskich .
Miejscowość odnotowana została wielokrotnie w archiwalnych dokumentach sądowych w sprawach karnych, cywilnych i majątkowych. W pierwszej połowie XV wieku właścicielem wsi był Materna Budziszyn. W 1416 odnotowany został w dokumentach procesowych, w których pozwał Fryderyka Lesta z Koźminka o to, że Fryderyk wraz z 18 szlachcicami najechał Kręcko i zadał Maternie 9 ran. W 1440 roku Materna Budziszyn-Kręcki, właściciel miejscowości, poprosił króla Polski Władysława Warneńczyka o pozwolenie na założenia we wsi miasta. Król przyznał mu prawo lokacji oraz nadał przywilej organizowania targu co czwartek oraz dwudniowego, na dzień św. Wawrzyńca, przypadającego 10 sierpnia jednak ostatecznie nie doszła ona do skutku . W 1554 roku rodzina Nadelwiczów-Kręskich, do których w tym czasie należała wieś, założyła w niej gminę ewangelicko-augsburską i wybudowała kościół dla wyznawców tej religii.
Wieś została odnotowana w archiwalnych księgach podatkowych dzięki czemu zachował się jej obraz historyczny oraz struktura gospodarczo-własnościowa. W 1530 odnotowano pobór podatków we wsi od 4 łanów, sołtys natomiast płacił 6 groszy od jednego łana. W miejscowości była również karczma, od której pobrano 3 grosze. W 1563 miał miejsce pobór od 9 łanów, karczmy, młyna o 2 kołach. W 1566 pobrano podatek od 6 łanów, 11 zagrodników, młyna o 2 kołach oraz karczmy. W 1581 pobór od 8 łanów, 13 zagrodników, 5 komorników, od 2 ratajów (najemnych robotników od pługa), młyna o jednym kole oraz 3 owczarzy wypasających w swoich stadach po 55, 15 i 12 owiec .
Po rozbiorach Polski miejscowość znalazła się w zaborze pruskim. W drugiej połowie XIX wieku w Kręcku powstał nowy kościół ewangelicki, ufundowany przez ówczesnego właściciela wsi – Ericha von Tiedemanna. Przed II wojną światową w miejscowości funkcjonował folwark, zajmujący się głównie hodowlą owiec, oraz gorzelnia. Funkcjonowały także urząd stanu cywilnego i parafia ewangelicka. Według spisu z maja 1939 roku wieś liczyła 440 osób (w zdecydowanej większości ewangelików). Od 1930 roku we wsi funkcjonował przystanek kolejowy, który ostatecznie został zlikwidowany i rozebrany w 2013 roku (przystanek był nieczynny już w poprzednich latach), w ramach modernizacji linii kolejowej nr 358.

## Zabytki
Do wojewódzkiego rejestru zabytków wpisane są:
- kościół ewangelicki, neogotycki z 1880 roku, przebudowany w latach 1922-1926 (obecnie rzymskokatolicki filialny pod wezwaniem Przemienienia Pańskiego[11]). Jest to ceglana budowla założona na planie prostokąta, z wzmocnionym przyporami korpusem nawowym, ze schodkowymi szczytami. Wieloboczna apsyda z przybudówką znajduje się po stronie wschodniej, a czworoboczna, pięciokondygnacyjna wieża zwieńczona wysokim hełmem ostrosłupowym po stronie zachodniej. Dach dwuspadowy posiada nawa, a wielospadowy apsyda. W ścianach umieszczono okna o różnej wysokości, ale wszystkie zamknięte półkoliście. W przyziemiu wieży znajduje się podobnie uformowany otwór wejściowy. Stropem dwuspadowym przykryte jest wnętrze korpusu nawowego, a ceramicznym sklepieniem krzyżowym prezbiterium. Przy ścianie zachodniej stoi empora organowa. Elementy wyposażenia w większości pochodzą z końca XIX i początku XX wieku. Należą do nich: obraz ołtarzowy z 1910 roku w neogotyckiej ramie, ambona, neogotycki trójdzielny prospekt organowy, mosiężne żyrandole i dwa żeliwne piece grzewcze z końca XIX stulecia, a także dwa neobarokowe konfesjonały.
- zespół dworski i folwarczny, który powstał prawdopodobnie na przełomie XVIII i XIX wieku, a wznieśli go Dziembowscy na początku XIX stulecia[12], w skład którego wchodzą:
  - dwór, murowano-szachulcowy z XIX wieku jest murowanym, częściowo szachulcowym budynkiem, założonym na planie prostokąta. Pod koniec XIX wieku została dostawiona wschodnia część, którą wymurowano z cegły. Ten parterowy obiekt, nakryty dachem naczółkowym z wystawkami, pozbawiony jest jakiegokolwiek detalu architektonicznego[12].
  - dworek – rządcówka
  - szklarnia
  - wozownia
  - obora
  - stodoła
  - gorzelnia
  - brama.